# Отель Вандом (бульвар Сен-Мишель)
Отель Вандом (фр. Hôtel de Vendôme) — парижский особняк начала XVIII века в VI округе Парижа, с 1815 года главное здание Горной школы Парижа. Также в здании располагается Минералогический музей.

## История

### Частный особняк
Отель Вандом был построен в 1707 году архитектором Жаном-Батистом Леблоном на улице Анфер (сегодня бульвар Сен-Мишель) для картезианского каноника Антуана де Ла Порта. Чертежи здания были опубликованы Огюстеном-Шарлем д’Авиле в 1710 году в его «Курсе архитектуры» под названием «Отель на улице Анфер в Париже, занимаемый герцогом де Шон-и-Бати, по чертежам сеньора Леблона». Примыкает к Люксембургскому саду, на который выходит его задний фасад.
Сдавался в аренду герцогине Вандомской, которая заказала тому же архитектору реконструировать особняк в 1715—1716 годах. Леблон изменил фасад, выходящий в сад, и возвёл новый ризалит, сохранив старый фронтон.
В середине XVIII века отель длительное время арендовал Мишель-Фердинан д’Альбер д’Айи, 5-й герцог де Шон; он скончался здесь в 1769 году, а его жена Анна-Жозефина Боннье де ла Моссон — в 1787 году. Герцог хранил здесь часть своей ценной библиотеки, а также проводил научные эксперименты. Их сын, 6-й герцог де Шон, продолжил платить аренду, однако сам в отеле не жил. Он сдавал его в субаренду вплоть до Великой французской революции и умер в 1792 году. Затем отель был конфискован.

### Горная школа Парижа
С 1815 года является главным корпусом Горной школы Парижа, при котором находится Минералогический музей.
В XIX веке здание реконструировали в два этапа, чтобы оно отвечало исследовательским и образовательным нуждам:
- В 1840—1852 годах Франсуа-Александр Дюкене расширил постройку на север и юг и добавил библиотеку с чугунными колоннами;
- в 1854 году парадная лестница была украшена картинами Югара, а в 1856 году — Абеля де Пюжоля;
- в 1861—1866 годах Теодор-Анри Валлез построил четыре крыла вокруг центрального крытого двора во время Османизации Парижа.

21 января 1926 года отелю был присвоен статус исторического памятника, который впоследствии был отозван. 21 сентября 1994 года особняк XVIII века, а также фасады и крыши зданий XIX века вновь получили статус исторического памятника.